# Steenvruchtsnavelkogeltje
Het steenvruchtsnavelkogeltje (Apiognomonia erythrostoma) is een schimmel behorend tot de familie Gnomoniaceae. Het leeft saprotroof in loofbossen op strooisel. Het is bekend van van zoete kers (Prunus avium) en zure kers (Prunus cerasus).

## Determinatie
Teleomorf
De peritheciën met een diameter van 200–320 µm met een rechte hals van 100–250 × 60–130 µm, breder aan de basis. De wand is 20–30 µm dik, samengesteld uit ongeveer drie lagen cellen met geelbruine wanden. De asci zijn 8-sporig, met een taps toelopende basis en apicale ring, die bij het bereiken van de volwassenheid uit het perithecium vrijkomen en meten 65–95 × 10–13 µm. De ascosporen meten 14,5–20 × 4–6 micron. Het septum dat de sporen verdeelt, bevindt zich op 1/3 van de lengte, de grotere bovenste cel heeft meestal twee guttules, soms met hyaliene haarachtige uitsteeksels aan elk uiteinde
Anamorf
Conidiomata pycnidiën hebben een diameter van 100-160 µm, zijn bolvormig of bijna bolvormig, ondergedompeld in het bladweefsel, hebben een enkele kamer en groeien op het onderoppervlak van de bladeren. Phialiden van conidiovormende cellen worden gevormd uit de hyfen van het binnenoppervlak van pycnidiën in ketens van 2–4, de laatste conidiovormende cel is de langste, 11–20 × ongeveer 3 µm, en scherpe, tussenliggende phialiden zijn korter 5–9 × ongeveer 3 µm en vormen zijdelings conidiën. De conidiën zijn 17–25 × circa 1 µm, draadvormig

## Ontwikkeling
Het overwintert in de vorm van mycelium en vruchtlichamen in de weefsels van geïnfecteerde en dode bladeren. In het voorjaar veroorzaken de daarin geproduceerde ascosporen primaire infecties op jonge bladeren. Aseksuele conidia worden ook geproduceerd op dode bladeren. Volgens sommige fytopathologen veroorzaken ze secundaire infecties, volgens anderen zijn ze niet in staat planten te ontkiemen en te infecteren.

## Verspreiding
Het steenvruchtsnavelkogeltje is een Europese soort. In Nederland komt het steenvruchtsnavelkogeltje uiterst zeldzaam voor.